# Saa gik 1950
|  | Denne artikel er oprettet af botten Steenthbot ud fra en ekstern database. Den kan derfor have sproglige fejl eller mangler. Denne skabelon kan fjernes efter kontrol af indholdet. |

Saa gik 1950 er en dansk dokumentarisk optagelse fra 1950.

## Handling
Magasin du Nords årsrevy 1950:

1) Status: over hele huset tælles varerne op. Hovedkassen er 'revisionscentralen'. Millionvis af varer er opregnet i mere end 100.000 poster.

2) Ved en højtidelighed i Holmens Kirke den 18. april var Hjemmeværnet repræsenteret ved Magasins kommando. Kong Frederik ankommer for at vende det første blad i en mindebog for faldne danskere under 2. verdenskrig.

3) Den franske udstilling i Forum løber af stabelen i juni. Magasin gav Strøget ekstra kollorit ved med 10 dages varsel at lave en festlig fortovscafe. Den blev så stor en succes, at man lod den stå helt til september.

4) Den 1. marts overtager Magasin hjørneejendommen Kgs. Nytorv/Lille Kongensgade. Cafe A Porta videreføres af Magasins egen restauratør Meier. Cafeen blev istandsat uden at man ændrede det mindste ved de minderige lokaler.

5) I september afholdes udstillingen "Kvinde og Hjem" i Forum. Magasin har en stand med 'mødrenes ønsketøj' og viser børnetøj, der er udformet i samråd med et særligt mødreråd.

6) Senere i september åbner udstillingen "Skind og Sko" i Forum. Der er daglige mannequinopvisninger.

7) Først 5 år efter 2. verdenskrig får København mulighed for at hylde Winston Churchill. Hele byen er på benene for at fejre "good old Winnie".

8) I oktober arrangerede Magasin en plastic-udstilling, hvor publikum kunne lære de mange nye materialer at kende. Direktør Villadsen åbner udstillingen. Handelsminister H.C. Hansen er blandt gæsterne.

9) Årets personalerevy har fået titlen "Midt i en byggetid".

10) Juleudstillingen 1950 er bygget over Walt Disneys "Askepot".
11) I december forsøger Magasin sig for første gang med en selvbetjeningsafdeling.
12) Den sidste dag før jul, før åbningstid, samles personalet til en lille højtidelighed i hovedhallen. Direktør Raaschou takker for arbejdsindsatsen og fortæller om de gode salgsresultater.

## Medvirkende
- Kong Frederik IX
- Dronning Ingrid
- Winston Churchill